# NGC 3757
NGC 3757 este o galaxie lenticulară situată în constelația Ursa Mare. A fost descoperită în 18 martie 1790 de către William Herschel. Se află la o distanță de 22,6 de megaparseci de Pământ.